# كييتشي توموري
كييتشي توموري (باليابانية: 友利 貴一) (22 أبريل 1991 في أوكيناوا في اليابان – )؛ هو لاعب كرة قدم ياباني سابق كان يلعب كلاعب وسط.

## وصلات خارجية
- كييتشي توموري على موقع رابطة كرة القدم اليابانية للمحترفين (اليابانية)